# Língua prekmura
O prekmuro (a sua denominação autóctone é prekmürščina ou prekmürski jezik; em esloveno padrão: prekmurščina; em húngaro: vend nyelv) é uma variedade linguística eslava sul-ocidental, falada principalmente na parte ocidental da Hungria e na região eslovena da Transmurânia (em esloveno, Prekmurje). É considerada um dialeto arcaico do esloveno, com notáveis diferenças de vocabulário e também na flexão com o esloveno padrão. Entre as suas caraterísticas mais importantes estão a presença das vogais ö e ü, comuns com o húngaro, e muitas palavras de origem húngara e alemã.

## O alfabeto
O alfabeto prekmuro tem as seguintes 33 letras:
| Minúsculas | a   | á    | b   | c   | č   | d   | e   | é    | ê    | f   | g   | h   | i         | j   | k   | l   | m   | n   | nj  | o         | ô    | ö   | p   | r   | s   | š   | t   | tj  | u         | ü   | v        | z   | ž   |
| Maiúsculas | A   | Á    | B   | C   | Č   | D   | E   | É    | Ê    | F   | G   | H   | I         | J   | K   | L   | M   | N   | Nj  | O         | Ô    | Ö   | P   | R   | S   | Š   | T   | Tj  | U         | Ü   | V        | Z   | Ž   |
| AFI        | [a] | [aː] | [b] | [ʦ] | [ʧ] | [d] | [e] | [eː] | [ej] | [f] | [g] | [h] | [i], [iː] | [j] | [k] | [l] | [m] | [n] | [ɳ] | [o], [oː] | [ow] | [ø] | [p] | [r] | [s] | [ʃ] | [t] | [c] | [u], [uː] | [y] | [v], [f] | [z] | [ʒ] |

## Exemplo
O Pai nosso em esloveno, prekmuro e croata:
| Esloveno | Prekmuro | Croata | Português |
| --- | --- | --- | --- |
| Oče naš, ki si v nebesih, posvečeno bodi tvoje ime, pridi k nam tvoje kraljestvo, zgodi se tvoja volja kakor v nebesih tako na zemlji. Daj nam danes naš vsakdanji kruh in odpusti nam naše dolge, kakor tudi mi odpuščamo svojim dolžnikom, in ne vpelji nas v skušnjavo, temveč reši nas hudega. Amen. | Oča naš, ki si vu nebésaj! Svéti se Ime tovje. Pridi králestvo tvoje. Bojdi vola tvoja, kak na nébi, tak i na zemli. Krüha našega vsakdanéšnjega daj nam ga gnes. I odpüsti nam duge naše, kak i mi odpüščamo dužnikom našim. I ne vpelaj nas vu sküšávanje. Nego odslobodi nas od hüdoga. Amen. (Molitvena Kniga, Odobrena od cérkvene oblászti, 1942. Zálozso Zvér János knigar v muraszombati Trétja izdaja.) | Oče naš, koji jesi na nebesima, sveti se ime tvoje, dođi kraljevstvo tvoje, budi volja tvoja, kako na nebu tako i na zemlji. Kruh naš svagdanji daj nam danas, i otpusti nam duge naše, kako i mi otpuštamo dužnicima našim, i ne uvedi nas u napast, nego izbavi nas od zla. Amen. | Pai nosso que estás nos céus, santificado seja o vosso nome; venha a nós o vosso reino; seja feita a vossa vontade assim na terra como no céu. O pão nosso de cada dia nos dai hoje E perdoai-nos as nossas ofensas, assim como nós perdoamos a quem nos tem ofendido, E não nos deixei cair em tentação; mas livrai-nos do mal. Amém. |